# Yaghnobi
Le yaghnobi (en yaghnobi : yaɣnōbi zivṓk, яғнобй зивок, یَڠْنٰابِی زِڤٰاكْ, « langue yaghnobi ») est une langue iranienne parlée dans la vallée du Yaghnob située dans la partie montagneuse du Tadjikistan.

## Classification
Bien que parlé par une population réduite (les Yaghnobis), le yaghnobi présente un intérêt particulier pour les linguistes car il s'agit du seul parler moderne descendant du sogdien médiéval.

## Sources
- (yai) yaɣnōbī́ zⁱvṓk :: Яғнобӣ зивок :: یَڠْنٰابِی زِڤٰاكْ,‎ 2014 (lire en ligne)
- (cs) Ľubomír Novák, Jaghnóbsko-český slovník (s přehledem jaghnóbské gramatiky) = Яғнобӣ-чехӣ луғат (яғнобӣ зивоки дастури феҳрастипӣ), Praha [Prague], Univerzita Karlova v Praze, Filozofická fakulta,‎ 2010 (ISBN 978-80-7308-337-3, lire en ligne)
- (en) Ľubomír Novák, Yaghnobi Language Policy, 2019 (lire en ligne)
- [Vinogradova 2000] (ru) С.П. Виноградова, « Ягнобский язык », dans Языки мира, Иранские языки III. Восточноиранские языки, Moscou, Индрик,‎ 1999 [2000] (ISBN 5-85759-107-4), p. 290-310